# Chích mày lớn

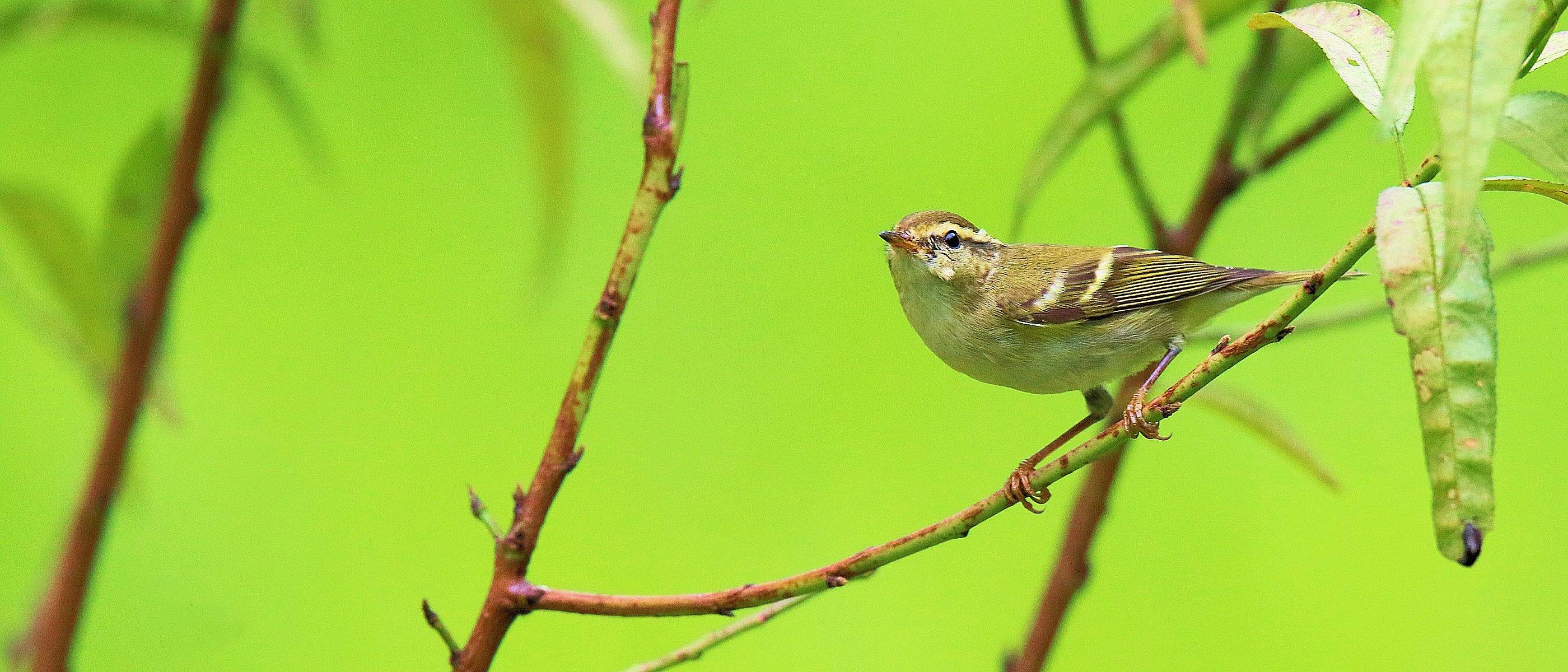
Chích mày lớn

Chích mày vàng (danh pháp hai phần: Phylloscopus inornatus) là một loài chim trong họ Phylloscopidae.
Loài chích này sinh sản ở khu vực ôn đới của châu Á. Nó loài di cư mạnh, trú đông in đông nam Á và một ít sang tận tây Âu.